# Eric Molloy
Eric Keith Molloy (ur. 12 grudnia 1992 w Carlow) – irlandzki piłkarz, występujący głównie na pozycji prawego pomocnika w irlandzkim klubie Longford Town. W swojej karierze grał także w Wexfordzie FC, Southern United, Team Wellington, Stomilu Olsztyn, Waterfordzie FC oraz Shelbourne F.C. Molloy jest zawodnikiem uniwersalnym, grał na pozycjach lewego, środkowego, ofensywnego i prawego pomocnika; lewego i prawego skrzydłowego; zagrał również po jednym meczu jako prawy obrońca oraz środkowy napastnik.

## Sukcesy

### Klubowe
Wexford FC
- Mistrzostwo First Division: 2015

Team Wellington
- Zdobywca Superpucharu Nowej Zelandii: 2017
- Zdobywca Ligi Mistrzów OFC: 2018[10]

Shelbourne F.C.
- Mistrzostwo First Division: 2021